# Ledesma de la Cogolla
Ledesma de la Cogolla es un municipio y localidad española de la comunidad autónoma de La Rioja. El término municipal, ubicado en la Rioja Alta, en la comarca del Alto Najerilla, tiene una población de 16 habitantes (INE 2024).

## Geografía
El municipio, situado en la cuenca del río Najerilla, tiene una superficie de 12,13 km².

## Historia
Hasta la reforma de la nomenclatura municipal de 1916 el municipio se llamaba simplemente Ledesma. En dicha fecha su nombre fue modificado por el de Ledesma de la Cogolla.

## Demografía
Cuenta con una población de 16 habitantes (INE 2024).
| Gráfica de evolución demográfica de Ledesma de la Cogolla entre 1842 y 2021 |
| |
| Población de derecho según los censos de población del INE Población de hecho según los censos de población del INEEn estos censos se denominaba Ledesma: 1842, 1857, 1860, 1877, 1887, 1897, 1900 y 1910 |

## Patrimonio

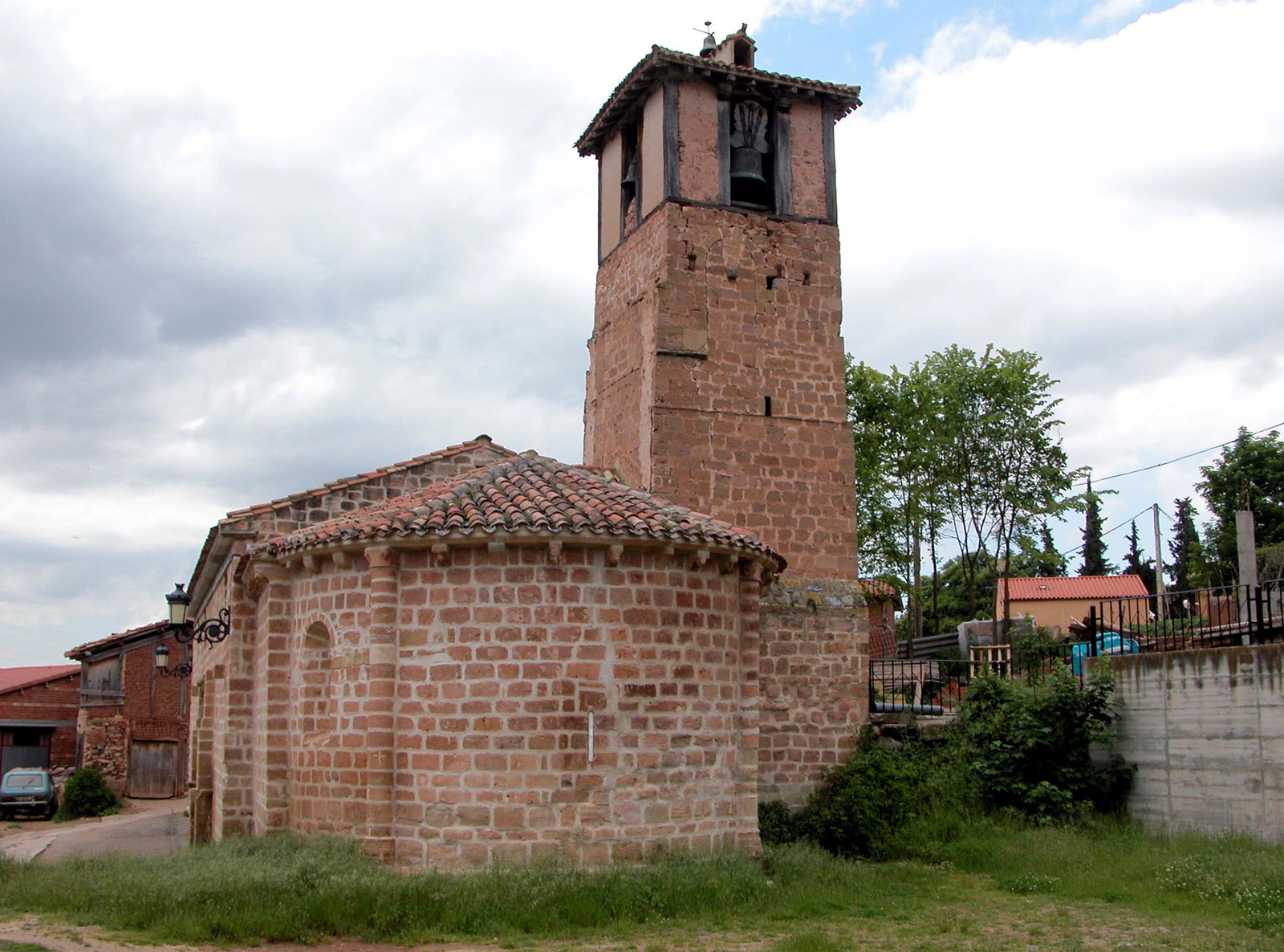
Iglesia de Santa María

- Iglesia de Santa María. De los siglos XII, XVI y XVIII.

## Administración
| Periodo   | Nombre                   | Partido |
| --------- | ------------------------ | ------- |
| 1979-1983 | Santos Hernáez Herreros  | UCD     |
| 1983-1987 | Amando Hernáez Azofra    | AP      |
| 1987-1991 | Ernesto Hernáez Herreros | AP      |
| 1991-1995 | Ernesto Hernáez Herreros | PP      |
| 1995-1999 | Ernesto Hernáez Herreros | PP      |
| 1999-2003 | Ernesto Hernáez Herreros | PP      |
| 2003-2007 | Ernesto Hernáez Herreros | PP      |
| 2007-2011 | Ernesto Hernáez Herreros | PP      |
| 2011-2015 | Ernesto Hernáez Herreros | PP      |
| 2015-2019 | Ernesto Hernáez Herreros | PP      |
| 2019-2023 | Ernesto Hernáez Herreros | PP      |